# Oides costata
Oides costata is een keversoort uit de familie bladkevers (Chrysomelidae). De wetenschappelijke naam van de soort werd in 1881 gepubliceerd door Joseph Sugar Baly.